# Rød
Rød es una localidad situada en el municipio de Hvaler, en la provincia de Østfold, Noruega. Tiene una población estimada, a inicios de 2024, de  724 habitantes.
Está ubicada al sureste del país, cerca de la ribera oriental del fiordo de Oslo y de la frontera con Suecia.